# 북방공설운동장
북방공설운동장(北方公設運動場, Bukbang Public Stadium)은 대한민국 강원특별자치도 홍천군에 있는 스포츠 시설이다. 인조잔디 필드가 갖춰진 축구 경기장이며, 2004년에 개장했다.

## 참고 문헌
- 《전국 공공체육 시설 현황 (2017년말 기준)》. 대한민국 문화체육관광부. 2019.